# Trackpoint

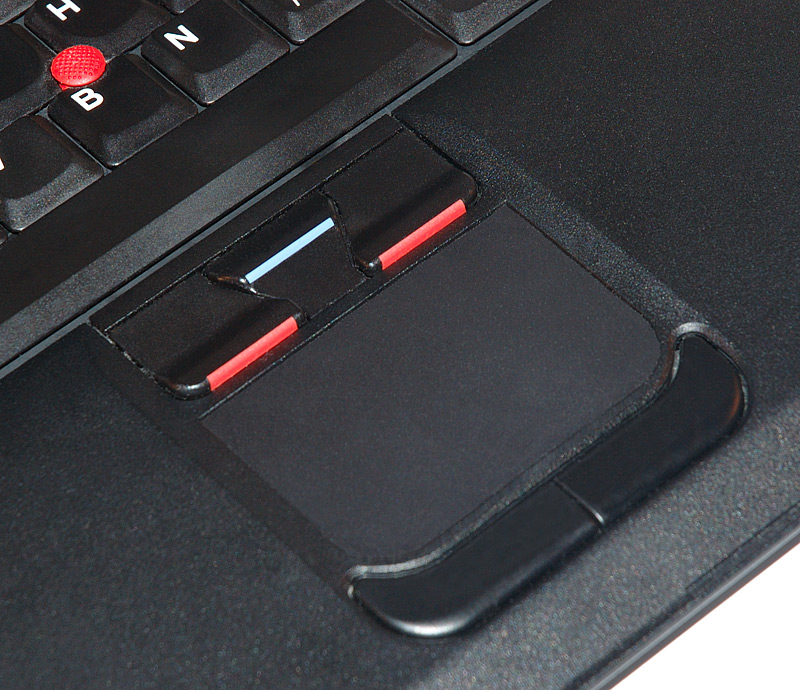
Trackpoint (in alto a sinistra) e Touchpad (centro)

Il pointing stick o trackpoint (marchio registrato da IBM) è uno strumento di puntamento per portatili che consente di spostare il puntatore del mouse senza la necessità di sollevare le mani dalla tastiera per utilizzare il mouse o il trackpad. Consiste in una semisfera, tipicamente di colore rosso, che su una tastiera QWERTY è incastonata tra i tasti 'G', 'H' e 'B'. I pulsanti destro e sinistro del mouse, invece, sono posti proprio appena sotto la barra spaziatrice. Fu inventato dallo scienziato ricercatore Ted Selker ed è presente in molte marche di portatili, inclusa la linea dell'IBM dei portatili ThinkPad (ora prodotti da Lenovo) e Dell Latitude.
Il trackpoint funziona tramite sensori della pressione (per questo è anche conosciuto come joystick isometrico), tipicamente misurando la resistenza del materiale. La velocità del cursore dipende dalla pressione applicata.
Il Trackpoint III e il Trackpoint IV hanno una caratteristica chiamata Negative Inertia che fa in modo che la velocità del cursore sia superiore alla norma quando viene accelerata o decelerata. I test di utilizzabilità all'IBM hanno dimostrato che è più facile per gli utenti posizionare il cursore con Negative Inertia abilitata piuttosto che con questo accorgimento disabilitato.